# 偏好关系
偏好关系（preference relation），是在偏好法中，消费者的选择问题可以被归结为，对于被选集{\displaystyle X}中的一对子集{\displaystyle x,y\in X}，消费者可以对来进行比较并确认一个二元关系，“≳”，有时候也称为“弱偏好关系”。例如{\displaystyle x}≳{\displaystyle y}，读作“{\displaystyle x}至少和{\displaystyle y}一样好”。
从此关系能够定义另外两种关系，即，
1. 强偏好关系(“≻”)，即，{\displaystyle x}≻{\displaystyle y}：{\displaystyle x}≳{\displaystyle y}, 但非{\displaystyle y}≳{\displaystyle x}。读作“{\displaystyle x}优于{\displaystyle y}”。
2. 无差别关系(“{\displaystyle \sim }”)，即，{\displaystyle x\sim y}：{\displaystyle x}≳{\displaystyle y}，且{\displaystyle y}≳{\displaystyle x}。读作“{\displaystyle x}与{\displaystyle y}无差异”。